# Garlitos
Garlitos – gmina w Hiszpanii, w prowincji Badajoz, w Estramadurze, o powierzchni 129,32 km². W 2011 roku gmina liczyła 634 mieszkańców.